# 덕천군 (왕족)
덕천군 이후생(德泉君 李厚生, 1397년 ~ 1465년 12월 7일(음력 11월 10일))은 조선 제2대 정종(定宗)의 10남이자 서10남으로 생모는 성빈 지씨이다. 시호는 적덕(積德)이다.

## 생애
덕천군은 조선 제2대 국왕 정종과 성빈 지씨 사이의 열째 왕자로, 1444년(세종 26년) 명선대부 덕원정(德原正)에 봉해졌으며, 이후 덕천정(德川正), 또 1460년(세조 6년) 덕천군(德泉君)으로 봉군되었으며, 왕자의 신분임에도 들에 나가 농사일을 하였고, 그는 가난한 이웃을 지성으로 도왔으며, 어느 해 여름에 홍수로 금강이 범람하였다. 그 때, 덕천군은 수백 명의 이재민들을 구제하였다. 그래서 덕을 쌓은 어른, 적덕공(積德公)이라고도 불렀다고 전한다.

## 사후
초장지(初葬地) 묘소는 경기도 광주군 중대면 거암리/거여리(廣州郡 中臺面 巨岩里/巨餘里, 현재 송파구 거여동/마천동) 남한산성 서문(西門) 앞에 있었는데, 이 지역이 군용지로 편입되면서 1974년 현재 사당이 있는 세종시 장군면 태산리 문중의 묘역으로 이장하고 석물(石物)도 그대로 옮겨 세웠다. 이듬해 1975년에 서울에서는 행정구역 개편으로 송파구를 분리하여 강남구가 신설되었다. * 초장지(初葬地), 고지도 (한국학자료포털), 북위 37° 29′ 4.8474″ 동경 127° 10′ 33.6714″ / 북위 37.484679833°  동경 127.176019833°  사우(祠宇, 사당); 충청남도 연기군 남면 방축리에 세워졌으나, 1739년(영조 15)에 사당이 낡아 개보수, 중건을 하는 과정에서 현재위치(세종시 장군면 태산리) 문중 선산 근처로 옮겨졌다. 신도비(神道碑)는 양명학 강화학파(江華學派)의 거두(巨頭)이고 육진팔광의 한 사람이며, 서예가로서 동국진체(東國眞體) 원교체(圓嶠體)를 남긴 10대손 원교 이광사(圓嶠 李匡師)가 짓고 썼으며, 1808년(순조 8)에 건립되었다.

## 유지(遺志)
| “ | - 好學崇禮 사람은 학문을 배워야 인간의 도리와 예절을 다할 줄 알게되나니 배움에 있어 게을리 하지 말고 열심히 노력하라는 뜻으로 생각하며, - 積德 적덕은 목마른 사람에게는 냉수 한그릇도 덕이니 작은 일이라 할지라도 남에게 도움이 된다고 생각되면 곧 실천하라는 뜻으로 생각하며, - 忠孝 충은 목숨을 다함도 충이지만 이적행위를 삼가함도 충이요, 효는 호의호식으로 공경함도 효이나 옆에서 심신을 보살펴드림도 효라는 뜻으로 생각하며, - 菑畬進業勤 재앙으로 인하여 따비밭을 파서 업으로 할지라도 부지런히 돌보라시며 게으르고 나태해서는 아니된다는 뜻으로 생각하며, - 繪索率履正 의관은 깨끗하고 단정하게 신발도 바르게 신어야 된다. 신을 구기며 신고 좋은 옷을 더럽게 입으면 그 가치를 잃는다는 유지로 생각된다. | ” |
|   | — 덕천군유지해설비 |   |

## 가족관계
- 조부 : 조선 태조
- 조모 : 신의왕후 한씨
  - 부왕 : 조선 2대 국왕 정종
- 외조부 : 찬성사(贊成事) 지윤(池奫)
- 외조모 : 순흥 안씨
  - 생모 : 성빈 지씨
    - 동생 : 도평군 말생(桃平君 末生)
    - 정부인 : 양산현부인 증 고택군부인(高澤郡夫人) 장수 이씨(長水 李氏) - 장천부원군(長川府院君) 이종무(李從茂)의 딸
      - 장남 : 신종군(新宗君) 공간공(恭簡公) 효백(孝伯)
      - 차남 : 부윤도정(富潤都正) 효숙(孝叔)
      - 3남 : 운수군(雲水君) 양호공(襄胡公) 효성(孝誠)
      - 4남 : 송림군(松林君) 효창(孝昌, 1450 ~ ?)
      - 장녀 사위 : 창녕 성씨(昌寧成氏) 돈령부판관 성찬(成瓚)
        - 외손자 : 성희안 - 중종 반정 공신

      - 차녀 사위 : 평산 신씨(平山申氏) 신갑지(申甲之)
      - 3녀 사위 : 원주 원씨 원중치(元仲穉)
      - 4녀 사위 : 전의 이씨(全義李氏) 이창신(李昌臣)
      - 5녀 사위 : 반남 박씨 박계로(朴季老)

    - 첩
      - 6녀 사위 : 능성 구씨 구세기(具世其)

## 같이 보기
- 대한 조경단 (大韓 肇慶壇)
- 준경묘·영경묘 (濬慶墓·永慶墓)
- 경기전(慶基殿: 조선 태조 어진) (太祖御眞)
- 건원릉(健元陵: 조선 태조)
- 제릉(齊陵: 조모 신의왕후), 황해도 개풍군 대련리(大蓮里), 북위 37° 53′ 47.4936″ 동경 126° 33′ 24.2958″ / 북위 37.896526000°  동경 126.556748833°
- 후릉(厚陵: 부왕 정종과 정안왕후), 황해도 개풍군 흥교리(興敎里), 북위 37° 50′ 1.017″ 동경 126° 32′ 3.1488″ / 북위 37.83361583°  동경 126.534208000° 
  - 성빈단(誠嬪壇: 모후 성빈 충주지씨)
- 육진팔광(六眞八匡)
- 강화학파 육대계승 (六代繼承), 약 250 여 년간.
- 《전주이씨 덕천군파 종택 간찰》(簡札, 편지, 한말시기) (한국학중앙연구원 편)
  - 지은이, 이광호, 김병선, 김태환 (한국학중앙연구원 교수 및 책임연구원)
  - 펴낸곳, 태학사 (초판발행일.2009.12.5.), 국제표준도서번호 ISBN 978-89-5966-364-4 94810
- 덕천군묘출토분청이부호

## 참조
1. ↑  덕천군 신도비